# Канька, Франтишек Максимилиан
Франц (Франтишек) Максимилиан Канка (Канька) (чеш. František Maxmilián Kaňka; 19 августа 1674, Старе-Место, Прага, Королевство Богемия — 14 июля 1766, там же) — чешский архитектор и строитель эпохи барокко.

## Биография
Сын пражского архитектора. Учился у отца, затем в Италии и Вене. Вернувшись на родину работал с Д. Аллипранди и Я.Сантини, претворял в жизнь проекты придворного архитектора Килиана Игнаца Динценхофера.
Около 1700 года начал самостоятельную карьеру строителя, в первую очередь, создавал объекты для чешского дворянства, осуществил ряд построек церквей в Праге и в Чехии, многих светских зданий в королевстве и Праге. По заказу графа Фюрстенберга разработал проект городской церкви в Донауэшингене.
В 1708 нанялся на службу графов Черниных из Худениц, выполнял заказы на строительство аристократических семей Вальдштейнов, Кинских, Лихтенштейнов, Мансфельдов, Траутмансдорфов и других.
В 1709 году вместе с однодумцами предпринял тщетную попытку создать художественную школу в Праге.
В 1720 рядом с Дворцом Вртба, построенным для графа Яна Йозефа Вртба, спроектировал сад в итальянском стиле с характерными террасами.
В 1724 стал придворным архитектором императора Карла VI.
В Праге ранее функционировало «Kanka-Stiftung» — немецкое общество науки, искусства и литературы его имени.

## Избранные работы
В Праге
- Астрономическая башня, библиотечный зал и часовня в Клементинум (1723—1724)
- Костёл Святого Августина (Нове-Место (Прага), 1737—1741)
- реконструкция замка Красны Двур (ок. 1720)
- реконструкция Каролинум
- замок Винорж
- замок Збраслав

Другие города и местности Чехии
- реконструкция фасада Базилики Святого Прокопа в Тршебиче (внесена в Список объектов Всемирного наследия ЮНЕСКО)
- Костёл Святого Яна Непомуцкого (Кутна-Гора, 1734—1750),
- перестройка замка Конопиште (близ Бенешова)
- перестройка замка Вельтрусы
- замок Емниште[5] (1725)
- перестройка Литомишльского замка
- достроил после смерти Я.Сантини замок-дворец Карлова Коруна

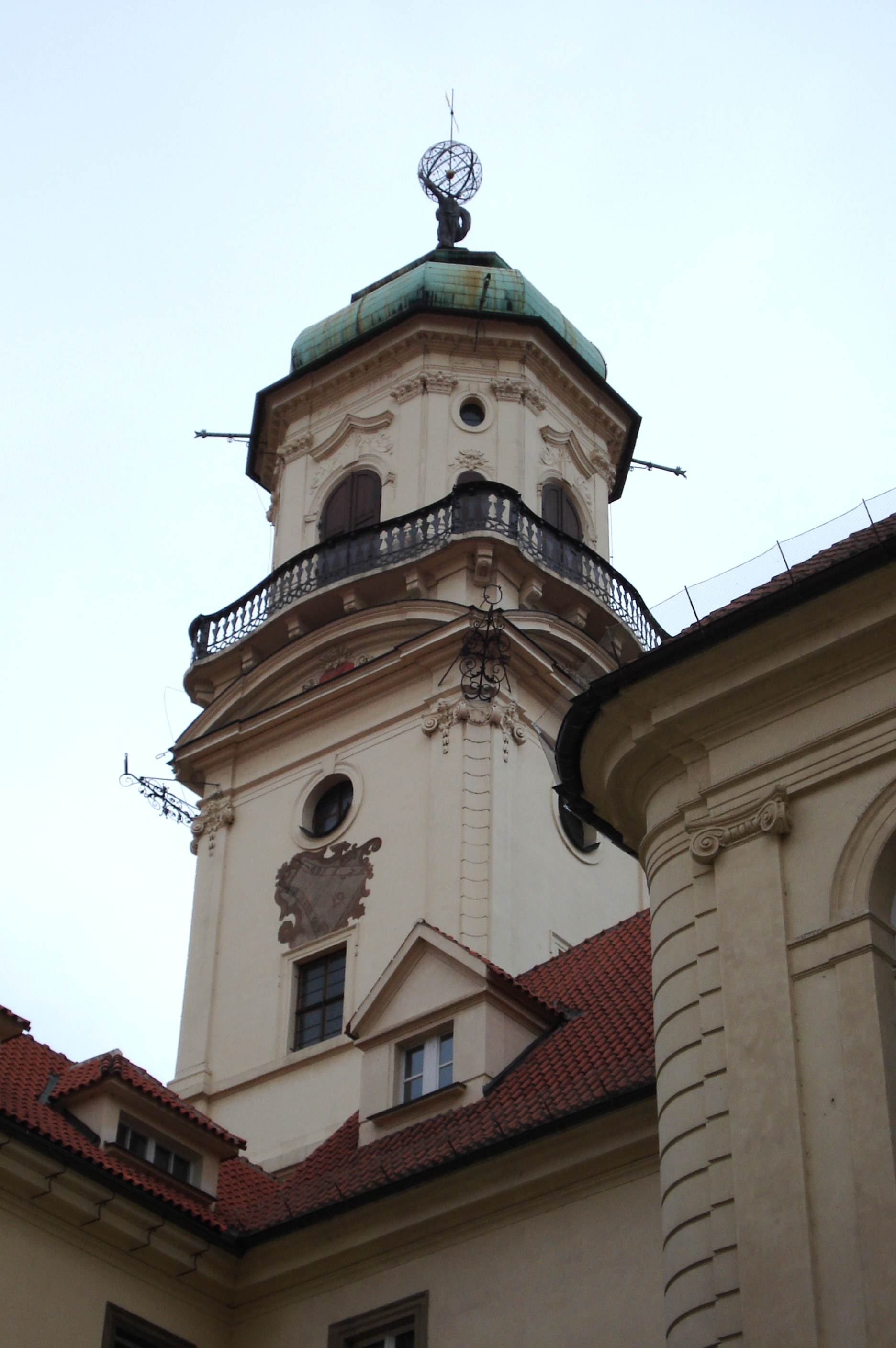
Астрономическая башня в Клементинум
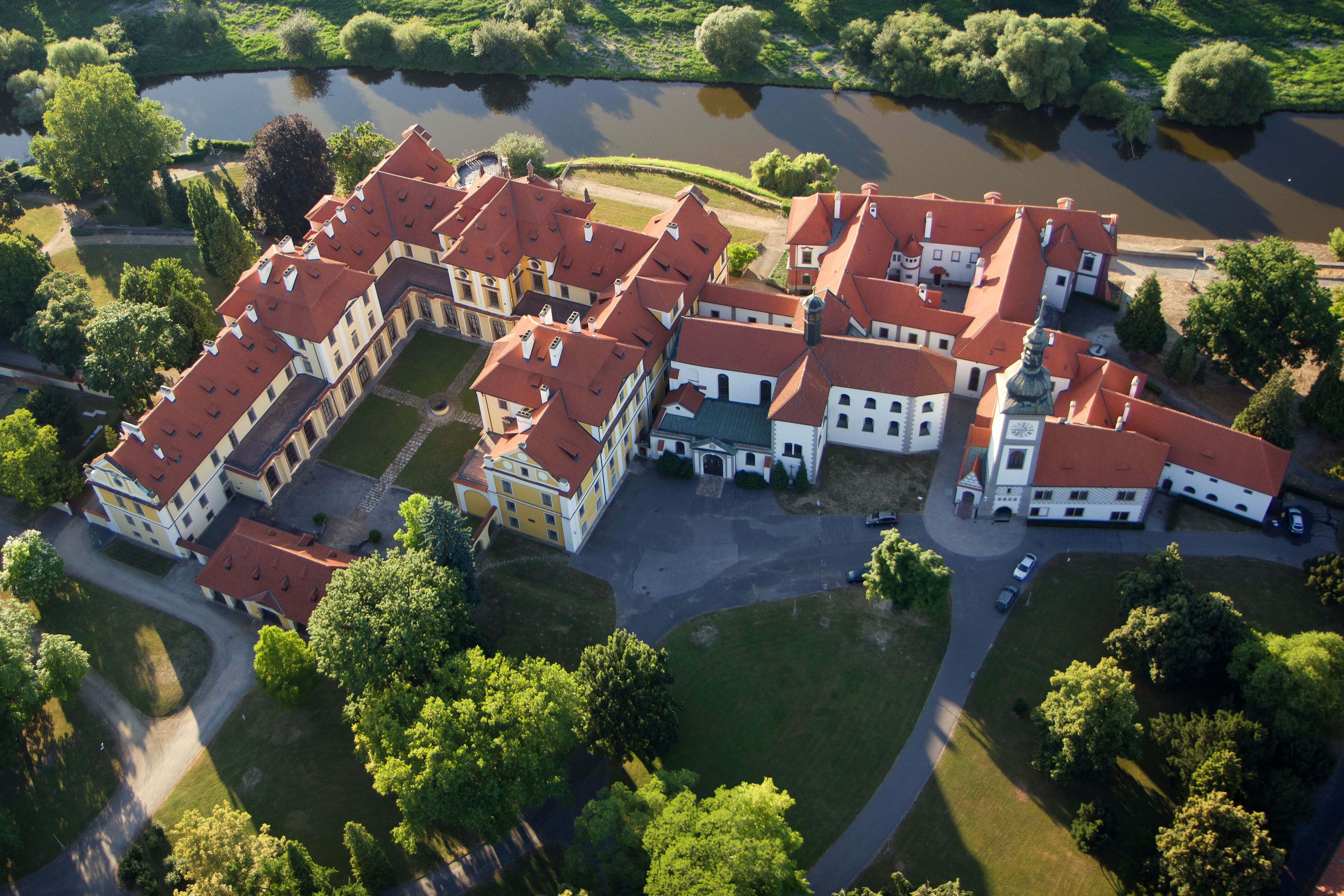
Замок Збраслав
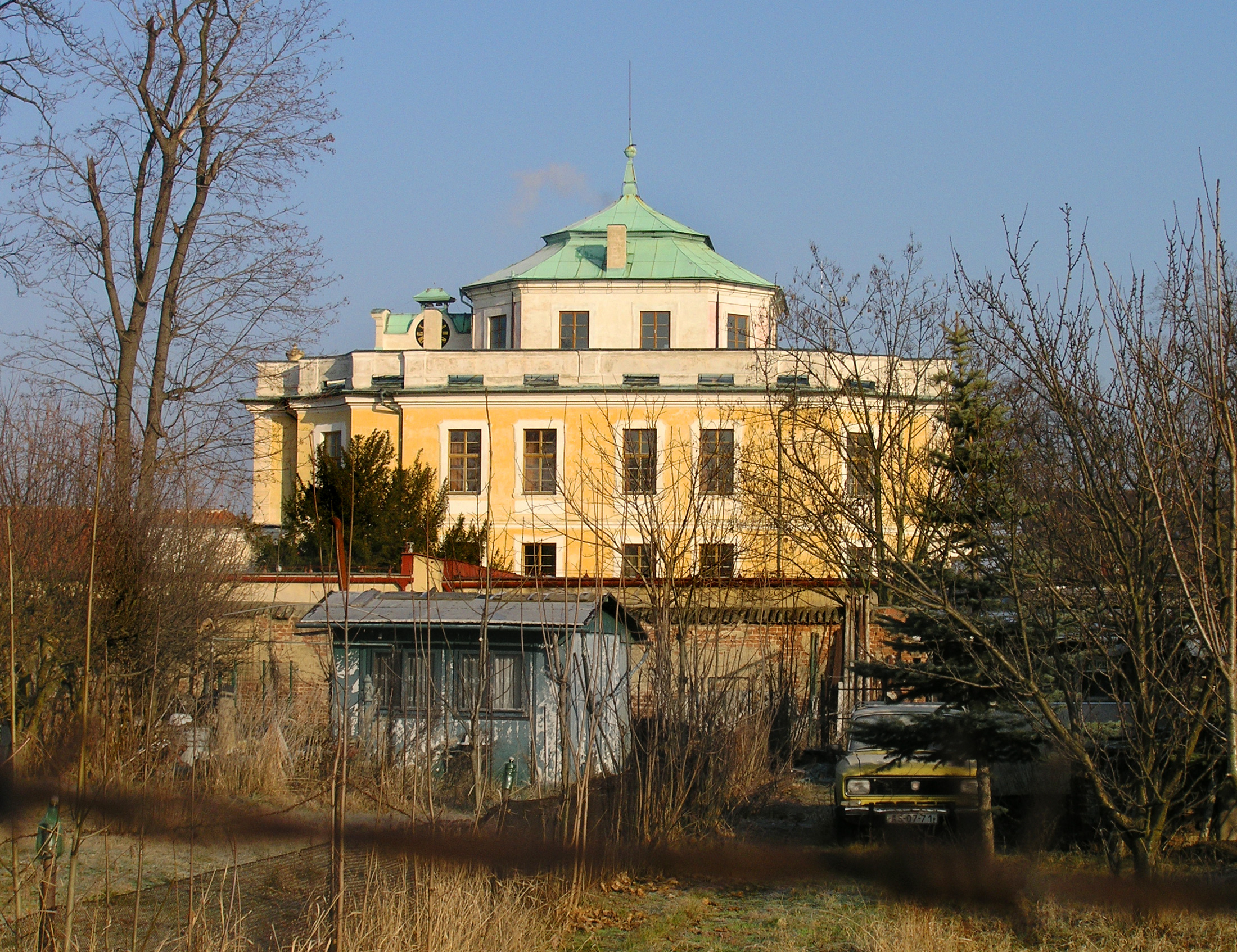
Замок Винорж
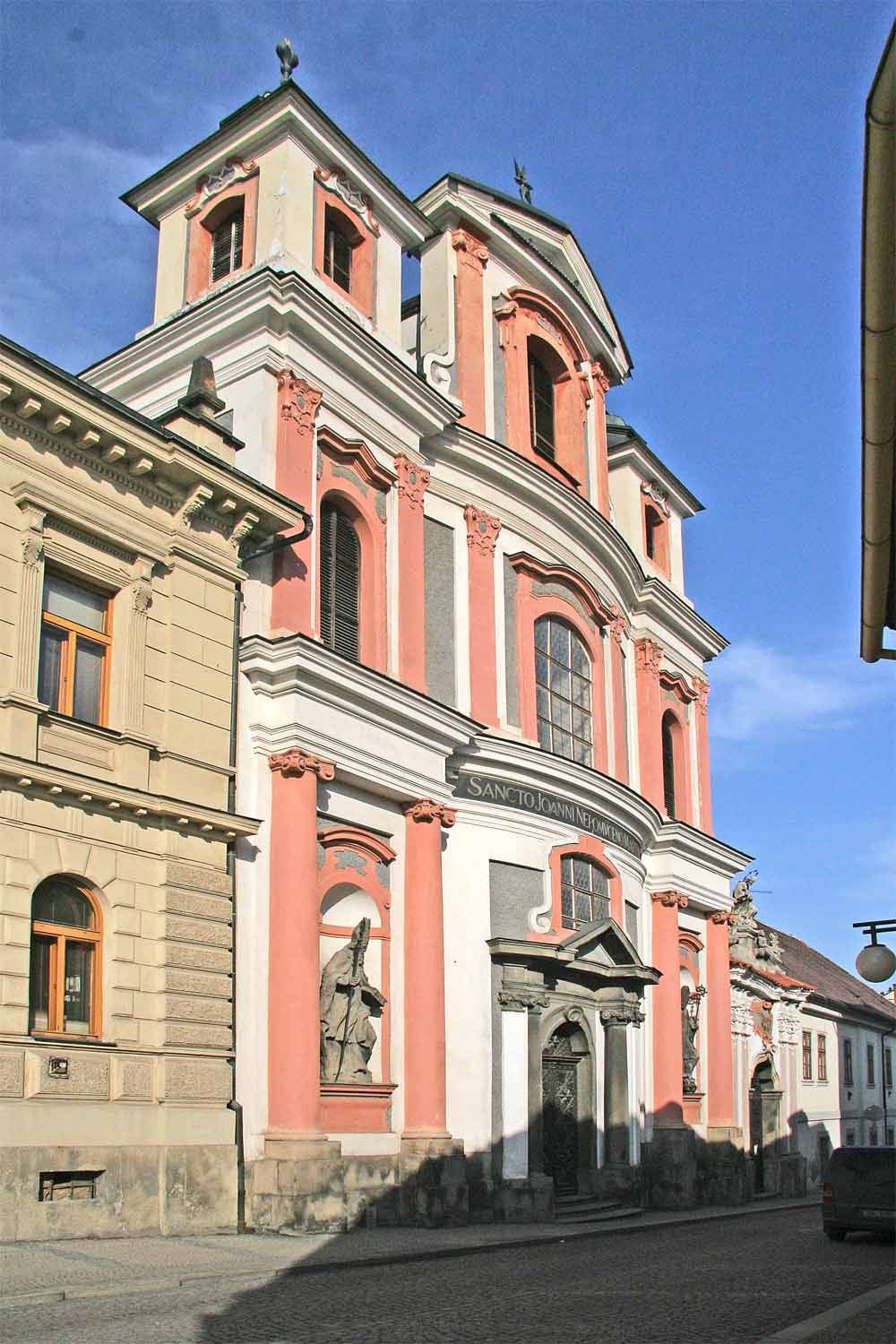
Костёл Святого Яна Непомуцкого (Кутна-Гора